# 3539 Weimar
A 3539 Weimar (ideiglenes jelöléssel 1967 GF1) a Naprendszer kisbolygóövében található aszteroida. Freimut Börngen fedezte fel 1967. április 11-én.